# Scarabaeus scholtzi
Scarabaeus scholtzi är en skalbaggsart som beskrevs av Mostert och Holm 1982. Scarabaeus scholtzi ingår i släktet Scarabaeus och familjen bladhorningar. Inga underarter finns listade i Catalogue of Life.